# Jesse B. Oldendorf
Pour les articles homonymes, voir Oldendorf.
Jesse Barrett « Oley » Oldendorf, né le 16 février 1887 à Riverside (Californie) et mort le 27 avril 1974 à Portsmouth (Virginie), est un amiral américain. Pendant la guerre du Pacifique, il a commandé à partir de 1944, des Groupes d'Appui Feu, c'est-à-dire des Task Groups constitués autour de cuirassés anciens qui ont assuré les bombardements préparatoires des débarquements sur les archipels des Marshall, des Mariannes et des Palau. Ces TG ont fait partie des forces navales américaines du Pacifique Central, commandées par les amiraux Spruance et Halsey. Rattaché fin 1944 à la VIIe Flotte, pour participer à l'attaque des Philippines, l'amiral Oldendorf s'est alors particulièrement illustré à la bataille du golfe de Leyte par sa victoire dans le détroit de Surigao, qui a été le dernier engagement entre cuirassés de l'histoire navale.

## Carrière
Jesse Barrett Oldendorf est né à Riverside (Californie) le 16 février 1887. Il est entré à l'Académie navale d'Annapolis en 1905, et en a été diplômé en 1909, classé 141e sur 174 midships, et nommé ensign en 1911.

### Avant la Seconde guerre mondiale
Oldendorf a servi à bord du croiseur cuirassé USS California (ACR-6),, du destroyer USS Preble (DD-12), du croiseur USS Denver (CL-16), du destroyer USS Whipple (DD-15) et à nouveau du croiseur cuirassé California, renommé entretemps San Diego, navire-amiral de la Flotte du Pacifique. Il a aussi servi sur le bâtiment auxiliaire de surveillance hydrographique du Canal de Panama USS Hannibal (AG-1),.

#### Pendant la Première guerre mondiale
Oldendorf a passé quelques mois au Bureau de Recrutement de la Marine à Pittsburgh. De juin à août 1917, il a commandé la garde navale armée sur le transport de troupes USAT Saratoga (en) qui a été, plus tard, très sérieusement endommagé lors d'un abordage à Staten Island. Il devint alors officier d'artillerie sur le transport de troupes USS President Lincoln sur lequel il se trouvait lorsque le sous-marin allemand U 90 l'a coulé au large de l'Irlande, le 31 mai 1918. Au titre de ces actions, Jesse Oldendorf reçut la Médaille Interalliée (États-Unis), avec agrafe Transport.
D'août 1918 à mars 1919 il a été officier mécanicien du croiseur cuirassé USS Seattle (ACR-11).

#### Entre les deux guerres
En juillet 1919, il a brièvement exercé le commandement-en-second d'un ex paquebot allemand utilisé pour le rapatriement de troupes américaines, l'USS Patricia (en). Puis, jusqu'en octobre 1919, Jesse Oldendorf fit un passage comme responsable du bureau de recrutement de Pittsburgh. Jusqu'en mai 1920, il a servi comme Inspecteur de la Marine pour les Machines à la Compagnie des Chantiers Navals et des Cales-Sèches de Baltimore et à la Bethlehem Steel Company de Baltimore, Maryland. Puis jusqu'en octobre 1920, il a été responsable d'un service hydrographique à Baltimore, et a été ensuite affecté à un yacht patrouilleur, l'USS Niagara (PY-9). De 1921 à 1922, Oldendorf a été affecté au croiseur léger de la classe Chester USS Birmingham, alors qu'il était aide de camp des commandants de l'Escadre en Service Spécial (en), dont le Quartier Général était à Balboa. En 1922, il a servi comme aide de camp du commandant de l'arsenal de Mare Island. De 1922 à 1923, et de 1924 à 1927, Oldendorf a exercé son premier commandement, le destroyer USS Decatur (DD-341). Promu commander, il a été l'aide de camp des commandants successifs de l'arsenal de Philadelphie, de 1927 à 1928.
Oldendorf a suivi la formation de l'École de Guerre navale de 1928 à 1929 puis celle de l'École de Guerre de l'Armée de 1929 à 1930. De 1930 à 1932, il a été officier de navigation du cuirassé USS New York. Suivant le schéma normal alternant service à la mer et service à terre, il a enseigné la navigation à l'Académie d'Annapolis de 1932 à 1935. Puis il a retrouvé le service à la mer comme commandant-en-second sur le cuirassé USS West Virginia de 1935 à 1937. De 1937 à 1939, Oldendorf a dirigé la section du recrutement au Bureau de la Navigation de l'U. S. Navy. En octobre 1939 il a été nommé au commandement de l'USS Houston puis le 30 août 1941, il a rejoint l'état-major de l'Ècole de Guerre Navale, à Newport (Rhode Island), où il a enseigné la navigation jusqu'en février 1942. Cette affectation à un poste à terre lui a permis d'échapper aux conséquences calamiteuses des premiers combats de la Guerre du Pacifique: son successeur comme commandant de l'USS Houston est tué à la bataille du détroit de la Sonde (1er mars 1942) où ce croiseur a été coulé.

### Pendant la Seconde guerre mondiale

#### Dans la bataille de l'Atlantique

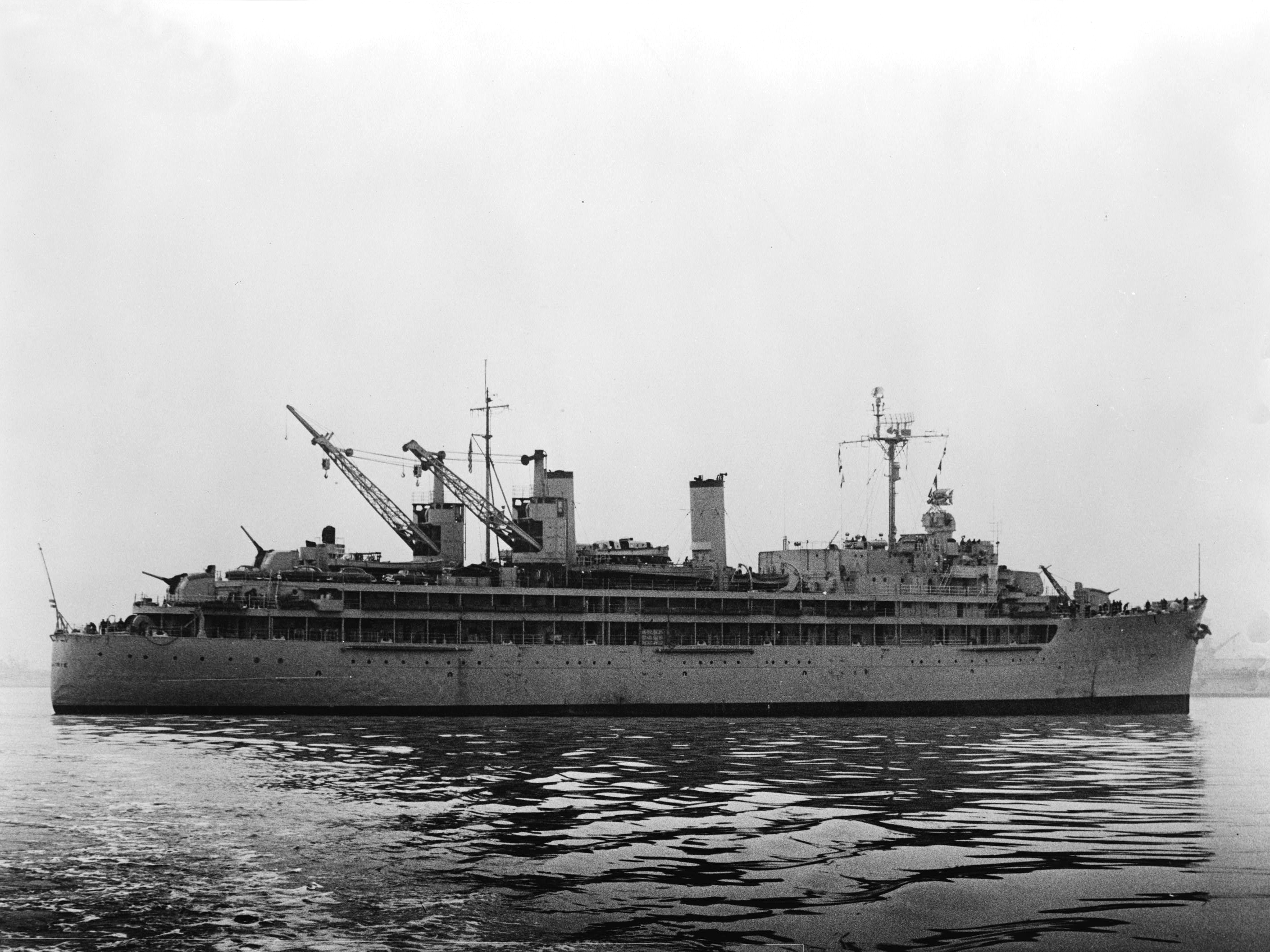
L'USS Prairia a été en service dans l'U.S. Navy de 1940 à 1993, soit jusqu'à cinquante ans après que le contre-amiral Oldendorf y a eu sa marque.

En février 1942, le captain Oldendorf a été nommé commandant de toutes les forces de la zone Aruba-Curaçao, dans les Indes occidentales néerlandaises, secteur de la Frontière maritime des Caraïbes, et le 31 mars 1942, il a été promu contre-amiral. En juillet 1942, il a été transféré à la tête du secteur de Trinidad et commandant de la Base navale d'opérations de Trinidad où sa première tâche a été la lutte anti-sous-marine notamment dans la phase initiale de la bataille des Caraïbes. Pour son action dans la zone d'Aruba-Curaçao et dans le secteur de Trinidad, jusqu'en avril 1943, et notamment pour avoir impulsé et amélioré la coopération entre les forces navales et les forces aériennes de la Marine et de l'Armée, il a reçu la Navy Distinguished Service Medal.
De mai jusqu'en décembre 1943, Oldendorf a commandé une Task Force 24 qui a eu pour mission d'assurer toutes les escortes de l'Atlantique occidental. Ses navires amiraux durant cette période ont été le navire ravitailleur USS Prairie et le remorqueur de haute mer USS Kiowa,.

#### Dans la Guerre du Pacifique
En janvier 1944, il reçut ordre de gagner la zone du Pacifique pour prendre le commandement de la 4e Division de croiseurs, avec sa marque sur le croiseur USS Louisville.

##### Dans le Pacifique central
L'attaque des îles Gilbert notamment à Tarawa, fin novembre 1943, fut une opération sanglante, qui fit l'objet de nombreuses critiques. Le bombardement préparatoire a été jugé plus impressionnant qu'efficace; alors qu'il avait été effectué par sept cuirassés anciens, répartis dans plusieurs Task Forces, USS Pennsylvania, Idaho, New Mexico et Mississippi dans le TG 52.2, les USS Tennessee, Maryland et Colorado dans le TG 53.4.

###### Devant Roi-Namur et Eniwetok
À l'attaque des îles Marshall, le contre-amiral Oldendorf, avec sa marque sur le croiseur USS Louisville, a commandé le Groupe d'Appui Feu de la TF 53 (TG 53.5) qui, outre son navire amiral et les grands croiseurs légers USS Santa Fe et USS Mobile comprenait les cuirassés USS Tennessee, Maryland, Colorado et sept destroyers. Parti des îles Hawaï le 22 janvier, le Task Group est parvenu devant l'archipel des Marshall le 30, bombardant Wotje le 31, puis a effectué le bombardement préparatoire au débarquement sur l'île Roi-Namur au nord de l'atoll de Kwajalein, le 2 février, au cours duquel l'USS Louisville a été endommagé par un tir de l'USS Indianapolis. Le 7, le TG 53.5 est reparti vers Majuro, où il est arrivé le 12. Il a alors été transféré à la Force Expéditionnaire Inter Armée (TF 51) comme TG 51.17, les USS Portland et USS Indianapolis remplaçant les USS Santa Fe et USS Mobile. Il est immédiatement reparti, cap à l'ouest. Il a été rallié en route par le cuirassé USS Pennsylvania, parti de Kwajalein, pour effectuer le bombardement préparatoire du débarquement à Eniwetok, qui a eu lieu le 17 février (Opération Catchpole). L'USS Tennessee est reparti vers Majuro le 23 et le reste du Task Group le 28 et est arrivé à Majuro le 1er mars,.
Pour ses actions devant les îles Roi-Namur, et les atolls de Kwajalein et d'Eniwetok, le contre-amiral Oldendorf a été décoré de la Legion of Merit, avec agrafe de combat “V”.

###### Devant Saipan, Tinian et Guam
Dès la Conférence du Caire de 1943, la décision d'attaquer les positions japonaises du Pacifique central avait été entérinée, mais après l'occupation des îles Marshall, et le retrait des grands bâtiments japonais de Truk, les amiraux King et Nimitz obtinrent de ne pas poursuivre vers l'archipel des Carolines, et d'aller attaquer les îles Mariannes.

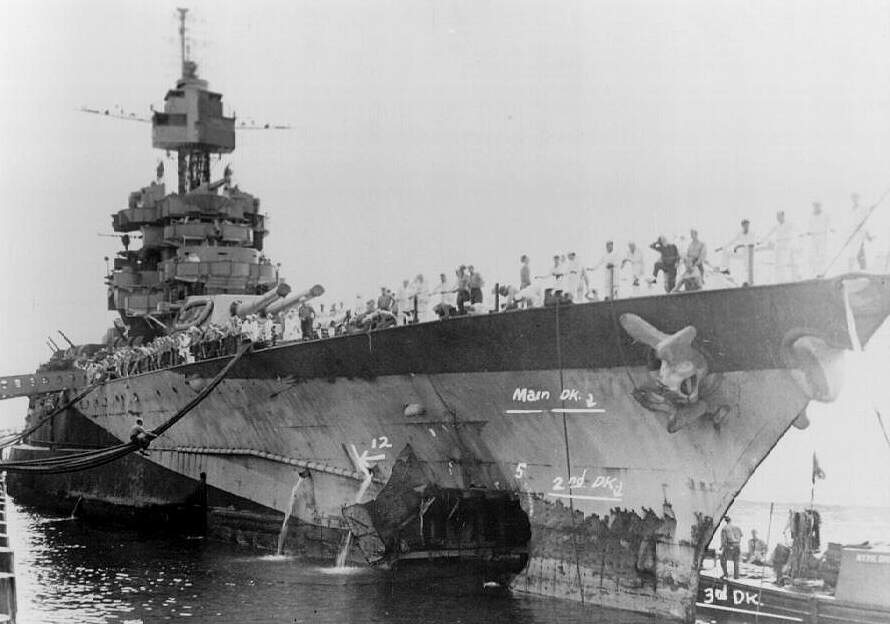
L' entrant en cale-sèche à l'arsenal de Pearl Harbor, le 10 juillet 1944 pour réparer les dégâts subis devant Saipan

Placé à la tête du Task Group 52.17 (Groupe d'Appui Feu de la Force d'Attaque Nord), avec sa marque sur le USS Louisville, le contre-amiral Oldendorf a appareillé de Pearl Harbor à la fin mai, avec les cuirassés USS Tennessee, California, Colorado et Maryland, cinq croiseurs et seize destroyers. Après des escales à Kwajalein et Eniwetok, le TG 52.17 a commencé, le 13 juin, le bombardement préparatoire du débarquement sur Saipan. Le 14, l'USS California a été touché par un tir de batterie côtière, l'USS Tennessee, et le croiseur USS Birmingham manqués de peu. Le 15, jour du débarquement sur Saipan, l'USS Tennessee a été endommagé par un tir de batterie côtière japonaise, le 18, l'USS California a été endommagé par un tir ami. Le 22, l'USS Tennessee a mis le cap sur Eniwetok pour y être réparé, et l'USS Maryland a été endommagé par une attaque aérienne, et le lendemain, il a reçu une torpille à la proue, et est reparti vers Pearl Harbor pour réparations. Le 28 juin, le Task Group 52.17 est revenu à Eniwetok.
Les débarquements sur Guam et Tinian étaient prévus dans la foulée de celui sur Saipan, où la progression des forces américaines a été plus difficile que prévu. De surcroît, l'irruption de la flotte japonaise en mer des Philippines a contraint à distraire une partie des forces de couverture de la Ve Flotte américaine de sa mission de soutien des forces amphibies. La décision a donc été prise de différer le débarquement sur Guam, prévu le 18 juin, jusqu'à ce que la conquête de Saipan fût achevée, ce qui a été acquis le 7 juillet.

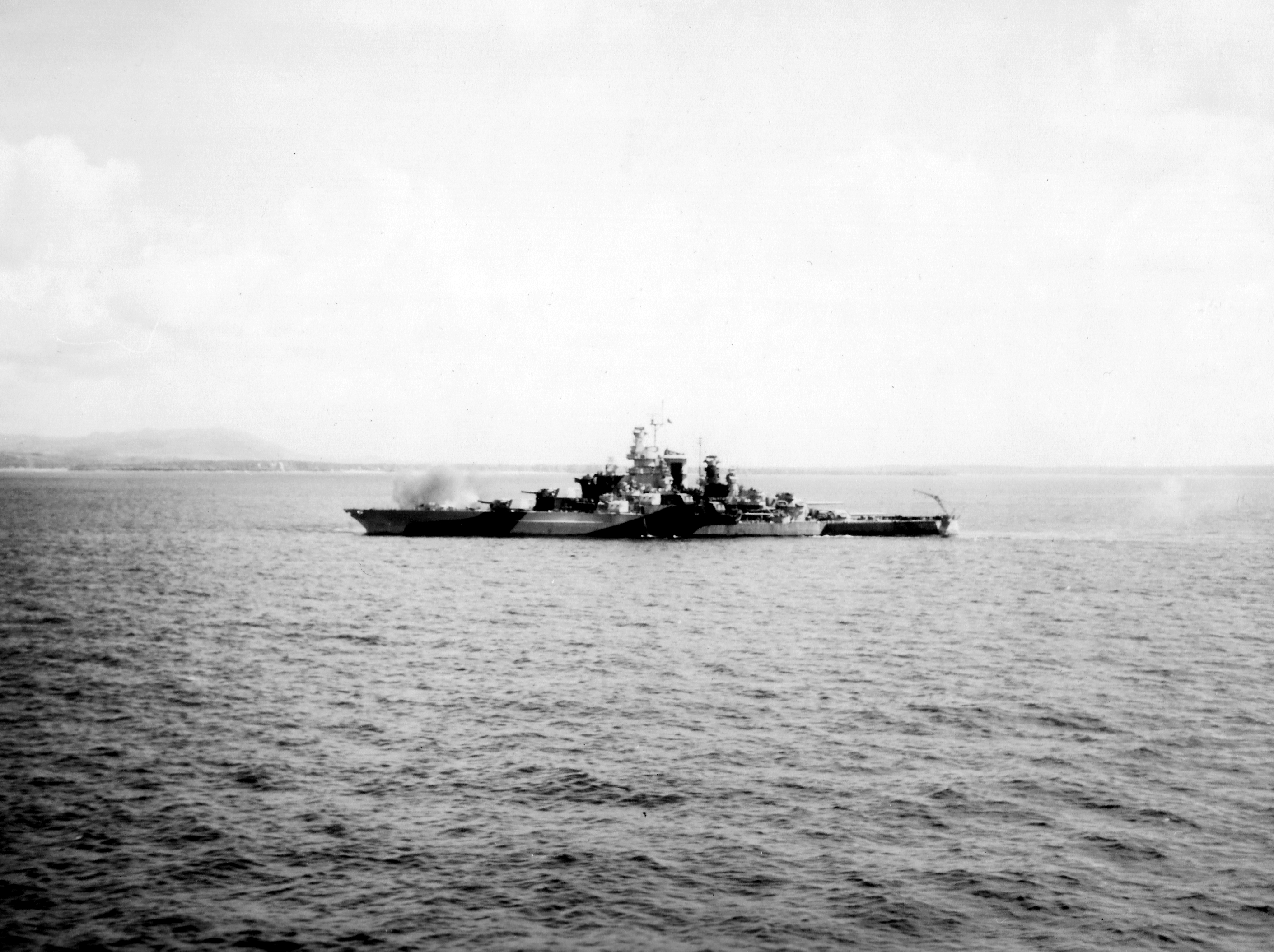
L', réparé, qui fait partie du Groupe d'Appui Feu (TG 53.5) du contre-amiral Oldendorf bombardant Guam, le 19 juillet 1944.

Dès le 8, le TG 53.5 (Groupe d'Appui Feu de la Force d'Attaque Sud) aux ordres du contre-amiral Oldendorf a quitté Eniwetok, comprenant les cuirassés USS Pennsylvania, Colorado, Idaho, et New Mexico, six croiseurs et huit destroyers, pour aller bombarder Guam à partir du 13 juillet. Le 19, les cuirassés USS Tennessee, et California ont rallié le TG 53.5. Le débarquement sur Guama eu lieu le 21 juillet. Lors du débarquement sur Tinian le 24 luillet, l'USS Colorado a été touché 22 fois, par des tirs japonais, mais a gardé son poste, jusqu'à ce que le TG 53.5 quitte la zone le 8 août.
Pour son action, à la tête de tous les Groupes d'Appui Feu devant les îles Mariannes, du 14 juin au 1er août 1944, le contre-amiral Oldendorf a été cité une seconde fois pour Service Distingué dans la Marine, donc avec adjonction d'une étoile d'or sur le ruban de sa Navy Distinguished Service Medal.
À la fin août, l'amiral Halsey a remplacé l'amiral Spruance à la tête des forces navales américaine du Pacifique central, rebaptisées IIIe Flotte. Après des discussions d'état-major difficiles, la reconquête des Philippines a été retenue comme objectif principal des forces du Pacifique central aussi bien que du Pacifique du Sud-Ouest, et la IIIe Flotte reçut mission de se porter à l'attaque dans les Palaos, à l'ouest des Carolines (Opération Stalemate).

###### Devant Peleliu
L'archipel des Palaos avait à la fin du XIXe siècle fait l'objet d'un différend entre le Royaume d'Espagne qui y voyait une dépendance de sa colonie des Philippines et l'Empire allemand qui avait occupé Yap, dans la foulée de sa colonisation de la Nouvelle-Guinée. Il y avait donc une logique certaine à ce que le haut commandement américain souhaite y prendre pied dans une offensive devant permettre de passer de Nouvelle-Guinée aux Philippines, en y installant aérodromes et base navale. Début septembre 1944, le contre-amiral Oldendorf, à la tête du TG 32.5 (Groupe de Bombardement et d'Appui Feu de la Force d'Attaque Ouest), qui comprenait les cuirassés USS Idaho, Pennsylvania,Tennessee, et Mississippi, huit croiseurs, dont l'USS Louisville, son navire amiral, et quinze destroyers, des dragueurs de mines et des unités de démolition sous-marine, a quitté les Îles Salomon, où avait eu lieu une répétition de bombardement côtier sur le cap Espérance à Guadalcanal, et s'est présenté le 12 septembre devant Peleliu, petite île de 13 km² dont le principal intérêt était d'avoir un terrain d'aviation, à 600 km de Mindanao.
Après deux jours de bombardement préparatoire, les reconnaissances aériennes conduisaient à penser que les objectifs assignés étaient atteints. Bien qu'il fût préoccupé de l'absence de riposte de certaines positions d'artillerie lourde attaquées, le contre-amiral Oldendorf a décidé d'abréger le bombardement, prévu pour trois jours. Mais lorsqu'a eu lieu, le 15 septembre, le débarquement, la violence des tirs japonais a montré qu'avait été mise en œuvre une nouvelle tactique de ne pas riposter au bombardement préparatoire pour ne pas démasquer les positions d'artillerie qui avaient été soigneusement camouflées ou fortifiées. Prises sous le feu de positions insuffisamment affaiblies, les premières vagues d'assaut des marines ont subi des pertes très importantes pour installer et consolider les têtes de pont sur les plages. Le TG 32.5 a soutenu les troupes à terre jusqu'au 25 septembre, où il a repris la route de Manus.
Pour son action devant Peleliu du 12 au 30 septembre 1944, le contre-amiral Oldendorf a fait l'objet d'une seconde citation au titre de la Legion of Merit, donc avec attribution d'une étoile d'or sur le ruban de sa décoration.
La bataille de Peleliu a duré deux mois et a été, lorsqu'elle a eu lieu, la plus sanglante de la guerre du Pacifique. L'amiral Oldendorf en a dit : « Si les chefs militaires - et cela inclut les galonnés de la Marine - étaient dotés de la même capacité pour la prévision que pour le commentaire avec du recul, l'attaque de Peleliu n'aurait jamais été tentée. »

##### À la reconquête des Philippines
Au même moment, l'amiral Halsey, devant les faibles réactions japonaises aux bombardements de l'aviation embarquée des porte-avions rapides de la TF 38 sur Luçon et les Visayas a proposé d'anticiper à la fin octobre, l'attaque sur la région de Leyte-Surigao, prévue pour décembre. Ceci a été très vite entériné, et cette offensive étant placée sous le commandement-en-chef du général MacArthur, il a été décidé de renforcer ses forces navales de la VIIe Flotte par des éléments de la IIIe Flotte. Ce fut le cas des cuirassés anciens du contre-amiral Oldendorf, ne laissant aux ordres de l'amiral Halsey que la Task Force 38, pour assurer la couverture éloignée.

###### Devant Leyte
À la tête du Groupe d'Appui Feu (TG 77.2), ayant directement sous ses ordres les cuirassés USS Tennessee, California et Pennsylvania, constituant l'Unité d'Appui Feu 1, rattachée à la Force d'Attaque Sud (TF 79), le contre-amiral Oldendorf a quitté Manus le 12 octobre. Arrivé devant Leyte, le 17, le TG 77.2 est entré dans le golfe de Leyte le lendemain, a bombardé Tacloban, et a couvert l'intervention de l'UDT. La concentration des feux d'artillerie et l'acuité des tirs du bombardement préparatoire au débarquement du 20 octobre ont été très efficaces et pour ces actions, le contre-amiral Oldendorf a été cité une troisième fois pour Service Distingué de la Marine, donc avec adjonction d'une seconde étoile d'or sur le ruban de sa Navy Distinguished Service Medal.
Le 23 octobre, une importante force japonaise, comptant cinq cuirassés et une dizaine de croiseurs est repérée en route vers le détroit de San-Bernardino, et le 24 au matin, deux cuirassés, trois croiseurs lourds et un croiseur léger sont repérés, plus au sud, au large de Negros, en route vers le détroit de Surigao, qui constitue l'entrée sud du golfe de Leyte. Une attaque aérienne des porte-avions rapides les plus au sud de la IIIe Flotte est menée qui ne réussit pas à les ralentir, mais l'amiral Halsey souhaitant concentrer ses forces contre la puissante escadre qui menace le détroit de San-Bernardino, c'est à la VIIe Flotte qu'il va incomber de s'opposer aux “forces du sud” du dispositif japonais.

###### Dans le détroit de Surigao
Pour mener à bien cette mission, les cuirassés de la 4e Division (BatDiv4) USS Maryland, West Virginia et Mississippi de l'Unité d'Appui Feu Nord, aux ordres du contre-amiral George L. Weyler, ont rallié les cuirassés de la 2e Division (BatDiv2) de l'Unité d'Appui Feu Sud, aux ordres du contre-amiral Chandler. Une Force de Bataille a ainsi été constituée, dont la coordination tactique est confiée au contre-amiral Weyler. Trois croiseurs lourds et deux grands croiseurs légers, vingt destroyers et trente-neuf vedettes lance-torpilles ainsi que deux croiseurs américains, un croiseur australien et six destroyers du Task Groupe 77.3, le Groupe de Couverture Rapprochée du contre-amiral Berkey complétaient le dispositif. Le contre-amiral Oldendorf, commandant du Task Groupe 77.2, assurait la coordination tactique de l'ensemble, avec sa marque sur son navire-amiral de la 4e Division de croiseur (CruDiv4), l'USS Louisville.
Persuadé que l'intention de manœuvre japonaise était de détruire les navires des forces amphibies américaines devant les plages de débarquement, le contre-amiral Oldendorf résolut de se placer entre les attaquants japonais et les plages et de ne pas se porter à la rencontre de l'ennemi pour l'engager au canon avec les grands bâtiments, car les cuirassés avaient utilisé une proportion importante de leurs munitions lors du bombardements des jours précédents, leurs dotations en obus de perforation, pour un combat entre navires cuirassés étaient faibles et ils n'avaient pas de temps pour se réapprovisionner en munitions : il fallait donc mettre en œuvre une tactique reposant sur un combat d'artillerie de courte durée. Tout ceci fut exposé par le contre-amiral Oldendorf lors d'une réunion tenue dans la journée du 24, sur l'USS Louisville.
Les cuirassés furent donc déployés dans la partie nord du détroit, en position de “barrer le T” aux navires venant du sud voulant déboucher dans le golfe de Leyte, les croiseurs, en route parallèle aux cuirassés un peu plus au sud, en renforçant le flanc gauche, au cas où la force japonaise passée par le détroit de San-Bernardino aurait réussi à percer le dispositif américain. En revanche, les destroyers devaient s'efforcer d'affaiblir les assaillants en les attaquant à la torpille dans le détroit, comme les PT boats déployés jusqu'en mer de Mindanao.

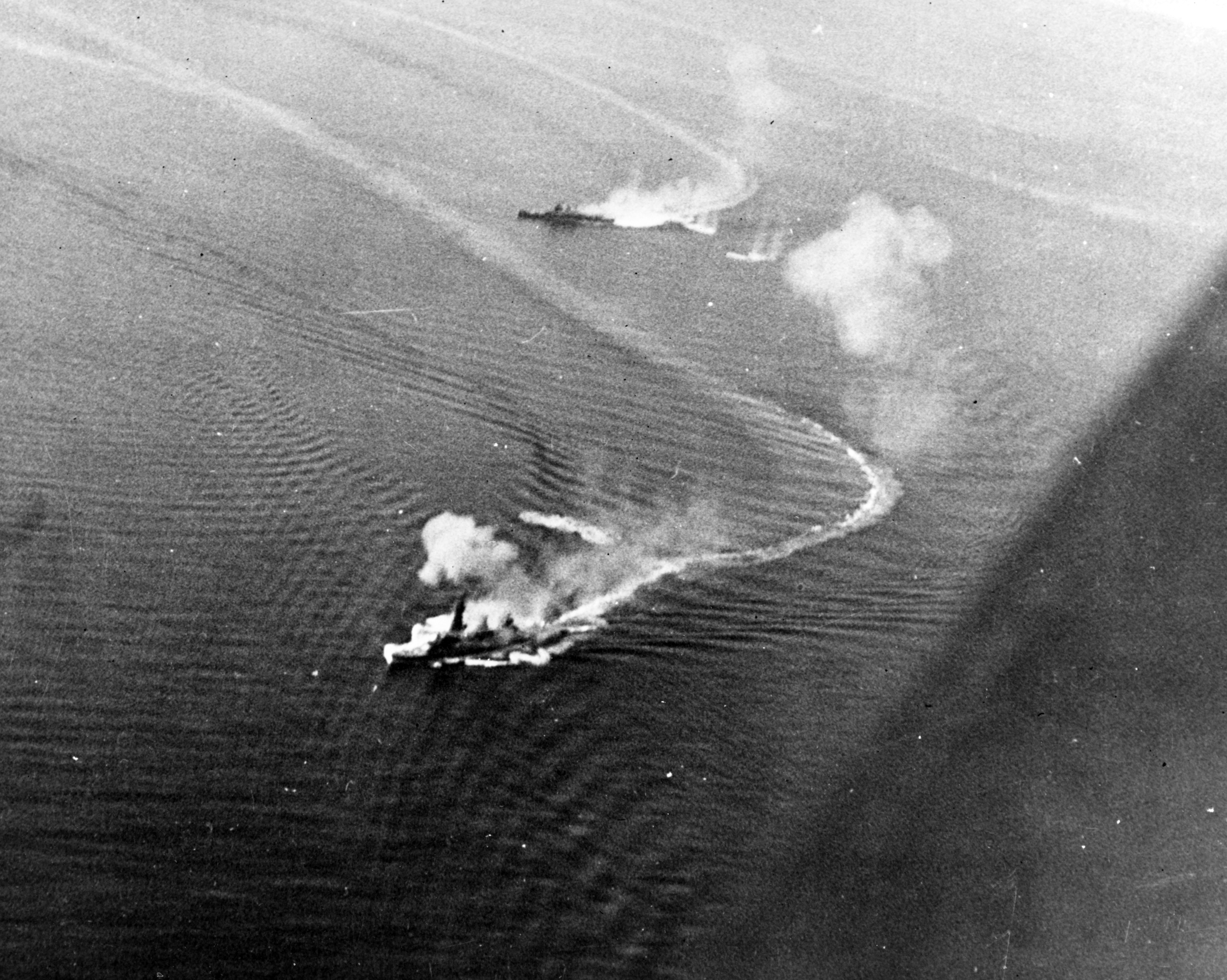
Le Fuso en route vers le détroit de Surigao, le 24 octobre 1944

Du côté japonais, il ne s'agissait pas d'une seule force, comme l'ont cru les Américains, mais de deux. En tête, deux cuirassés, un croiseur lourd, et quatre destroyers, aux ordres du vice-amiral Nishimura étaient partis des îles Lingga, près de Singapour, le 18 octobre, au sein de la Force d'Attaque et de Diversion no 1, que commandait le vice-amiral Kurita. Alors que cette Force faisait relâche en baie de Brunei, pour refaire ses pleins de carburant, le vice-amiral Kurita indiqua à ses grands subordonnés son intention de déboucher en mer des Philippines par la mer de Sibuyan et le détroit de San-Bernardino, mais donna instruction au vice-amiral Nishimura d'entrer en mer de Sulu, par le détroit de Balabac pour franchir le détroit de Surigao, de façon à mener une attaque conjointe des forces amphibies américaines par le nord et par le sud, le 25 octobre au matin, dans le golfe de Leyte. Par ailleurs, deux croiseurs lourds, un croiseur léger et quatre destroyers, c'est-à-dire la 5e Flotte, aux ordres du vice-amiral Shima avaient quitté Kure le 14, pour opérer avec les forces du vice-amiral Ozawa. Mais alors qu'il se trouvait dans le détroit de Formose, le vice-amiral Shima reçut l'ordre de coopérer avec le vice-amiral Kurita en entrant dans le golfe de Leyte par le détroit de Surigao. Lorsqu'il apprit ensuite par une interception radio que le vice-amiral Nishimura avait une mission identique, le silence radio imposé aux forces à la mer ne lui a pas permis de se coordonner avec ce dernier, qui se trouvait à moins de cinquante nautiques. Le vice-amiral Nishimura a continué pour sa part d'avancer à une vitesse qui devait lui permettre d'arriver dans le golfe de Leyte à 5 h du matin, sans ralentir pour tenir compte d'attaques américaines subies par le vice-amiral Kurita, ni pour attendre le vice-amiral Shima qui se serait alors trouvé le commandant supérieur à la mer.

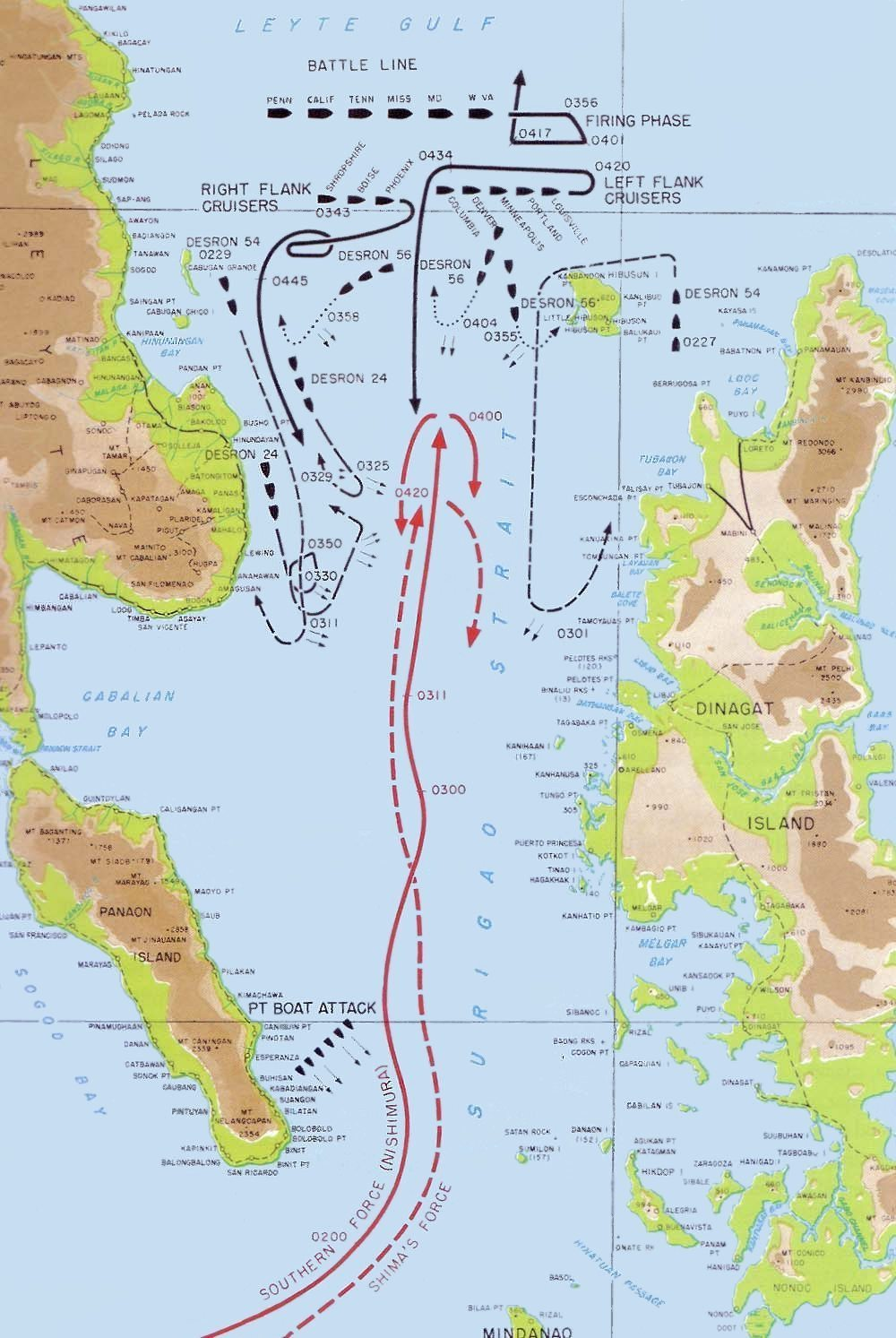
Carte de la bataille du détroit de Surigao.

Les forces américaines ont pris position le 24, à la nuit tombée. Les PT boats ont repéré l'approche de navires japonais à environ cent kilomètres au sud-ouest du détroit de Surigao, en mer de Mindanao, un peu après 22 h. Ils se sont aussitôt portés à l'attaque, mais ils ont été bousculés par les navires japonais. Les attaques se sont succédé jusque vers 2 h, sans résultats reconnus, et au prix d'un PT boat perdu. À 2 h 15, des navires japonais ont été repérés au radar, à 40 km du navire amiral américain. Vers 2 h 30, des destroyers se sont déployés en deux colonnes pour attaquer sur les deux flancs deux cuirassés, un croiseur et quatre navires d'escorte. Les attaques ont eu lieu vers 3 h et 3 h 10, sous le feu japonais. Près de cinquante torpilles ont été lancées entre 8 000 et 10 000 mètres. Peu avant 3 h 20 une très importante explosion a été observée sur un des cuirassés. La question de savoir de quel cuirassé il s'agissait (Fusō ou Yamashiro) a fait l'objet de débats entre historiens, depuis la fin de la guerre : en fait, il s'est agi très vraisemblablement du Fusō. Entre 3 h 20 et 3 h 35, le Yamashiro et trois des quatre destroyers japonais ont été torpillés, deux des destroyers ont coulé presque aussitôt et la vitesse du Yamashiro est tombée à moins de 10 nœuds (18,5 km/h). Comme le croiseur Mogami et le dernier destroyer ralentissaient pour ne pas disloquer ce qui restait de la formation le vice-amiral Nishimura, pour les inciter à continuer d'avancer à la bataille, a signalé par radio « Nous avons reçu une attaque à la torpille. Vous devez continuer à avance, et attaquer tous les navires », et la progression vers le nord a repris, la vitesse du cuirassé revenue à 18 nœuds. La détermination du vice-amiral Nishimura a inspiré cette réflexion à un officier américain qui l'observait : « Leur stratégie et leur renseignement semblaient être inversement proportionnels à leur courage ».
Au même moment, un nouvel engagement était en cours, entre les PT boats de la VIIe Flotte et les forces japonaises du vice-amiral Shima. Ayant appris par radio qu'en mer de Sibuyan les cuirassés et croiseurs japonais du vice-amiral Kurita avaient été retardés par les porte-avions rapides américains, le vice-amiral Shima avait décidé de forcer l'allure pour soutenir le vice-amiral Nishimura, mais sans l'en avertir. Vers 3 h 20, au large de l'extrémité sud de l'île de Panaon, le croiseur léger Abukuma a été torpillé, ralenti et laissé à la traine.
Comme la bataille faisait rage entre les navires japonais et les destroyers américains, vers 3 h 45, l'épave du Fuso a été secouée d'une énorme explosion et s'est brisée, les divers tronçons continuant à flotter. Les cuirassés américains, quant à eux, effectuaient des allers et retours d'ouest en est, à 5 nœuds, dans le détroit, avec l'intention d'ouvrir le feu lorsque les navires japonais seraient
à 20 000 yards (soit un peu plus de 18 000 m).

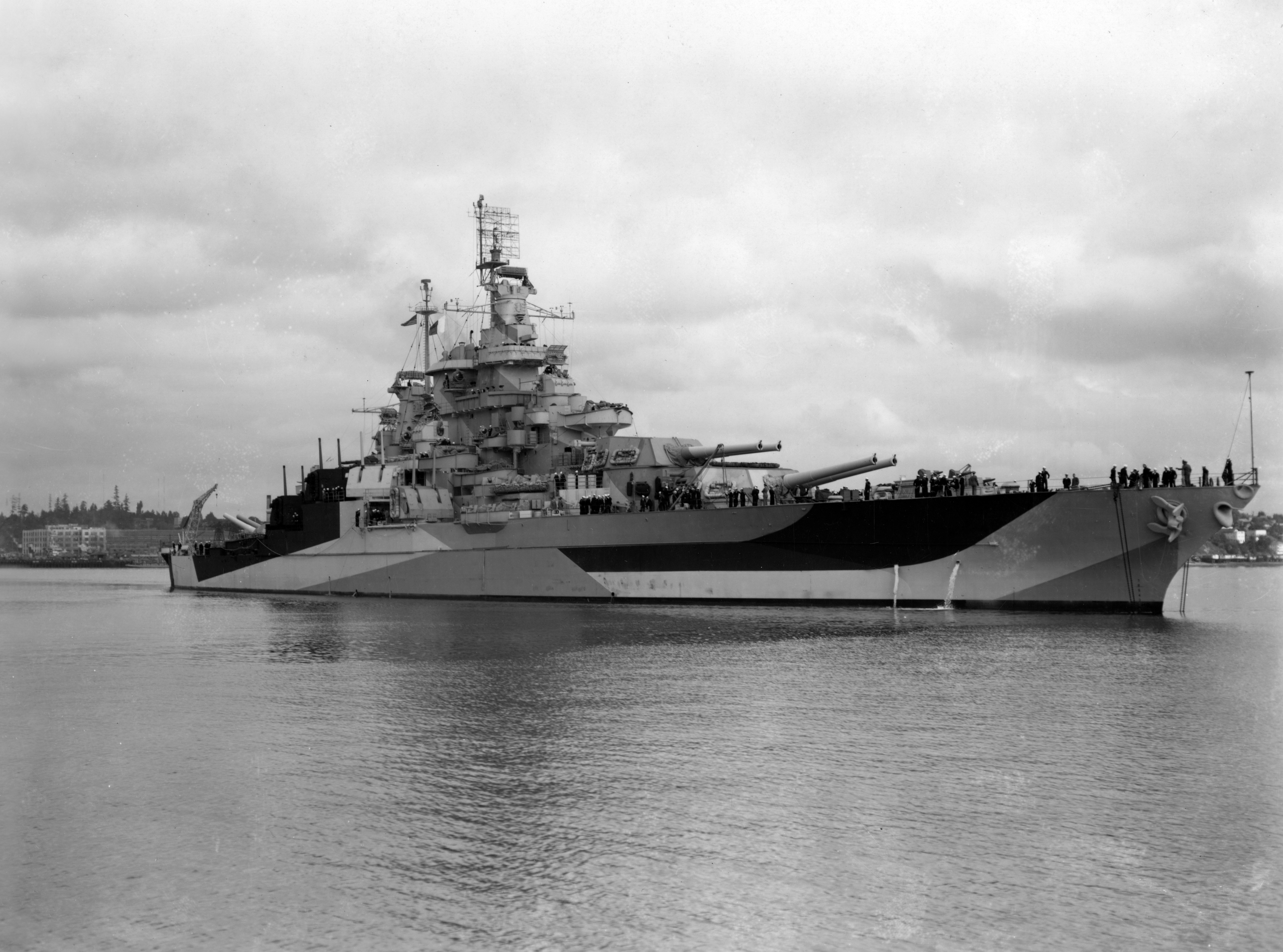
L' après sa reconstruction en juillet 1944

À 3 h 50, alors que la distance était de 21 000 yards (soit un peu plus de 19 200 m) pour les cuirassés et 15 000 yards (soit un peu plus de 13 700 m) pour les croiseurs, le contre-amiral Oldendorf a donné l'ordre d'ouvrir le feu. Un déluge de feu s'est abattu sur les navires japonais de sorte qu'il fut à peu près impossible à chacun de savoir quel était le résultat de ses tirs, tandis que la riposte japonaise n'avait pas d'efficacité. À 4 h 1, le contre-amiral Oldendorf a donné ordre aux cuirassés de faire demi-tour et mettre cap à l'ouest pour éviter de tirer par-dessus les croiseurs du flanc gauche. L'exécution de cette évolution, par suite d'une fausse manœuvre de l'USS California a un peu perturbé la formation des cuirassés. Mais surtout une division de destroyers, partie à l'attaque avant l'ouverture générale du feu, s'est retrouvée prise sous des tirs croisés japonais et américains et le contre-amiral Oldendorf a décidé, à 4 h 10, de faire cesser le feu. Le tir des cuirassés américains a largement dépendu de la performance de leur système de direction de tir, qui avait été modernisé sur certains cuirassés endommagés à Pearl Harbor. L'USS West Virginia a tiré seize salves, l'USS Tennessee treize, l'USS California neuf, l'USS Maryland six, l'USS Mississippi qui portait la marque du contre-amiral Weyler, une, pour vider ses canons, et l'USS Pennsylvania aucune. Lorsque le contre-amiral Oldendorf a ordonné la reprise du feu, à 4 h 19, aucune cible n'était plus visible, le champ de bataille était noyé dans la fumée. Le Yamashiro avait disparu des écrans radar à 4 h 18, le Mogami avait mis cap au sud, comme le dernler destroyer japonais à flot, le Shigure.
Après avoir remonté le détroit de Surigao pendant une heure à 28 nœuds (51,9 km/h) en se dirigeant d'après les éclairs de la canonnade, le vice-amiral Shima, sur le Nachi, à 4 h 30, n'a repéré aucun navire américain, mais est entré en collision avec le Mogami qui ne gouvernait plus. À 4 h 45, le vice-amiral Shima a décidé de se replier et mit le cap au sud. Ainsi s'est achevée la dernière bataille entre cuirassés de l'histoire, où s'étaient opposés des bâtiments de plus de vingt ans d'âge.
Le contre-amiral Oldendorf a conduit depuis son croiseur amiral la poursuite des éclopés japonais, aux premières heures du jour. Si les croiseurs lourds du vice-amiral Shima ont réussi à se dérober, le Mogami a coulé dans la matinée du 25 octobre et l'Abukuma a été achevé par les bombardiers des Army Air Forces le lendemain. La victoire américaine était écrasante : plus de 5 000 marins japonais ont été tués au prix d'une trentaine de marins américains, mais avec ses munitions (obus et torpilles) presque épuisées et son carburant au plus bas, le Task Group du vice-amiral Oldendorf ne pouvait plus prendre aucune part à la bataille au large de Samar.
Pour son action à la bataille du détroit de Surigao, le contre-amiral Oldendorf a reçu la Navy Cross.

###### Devant Luçon et devant Okinawa

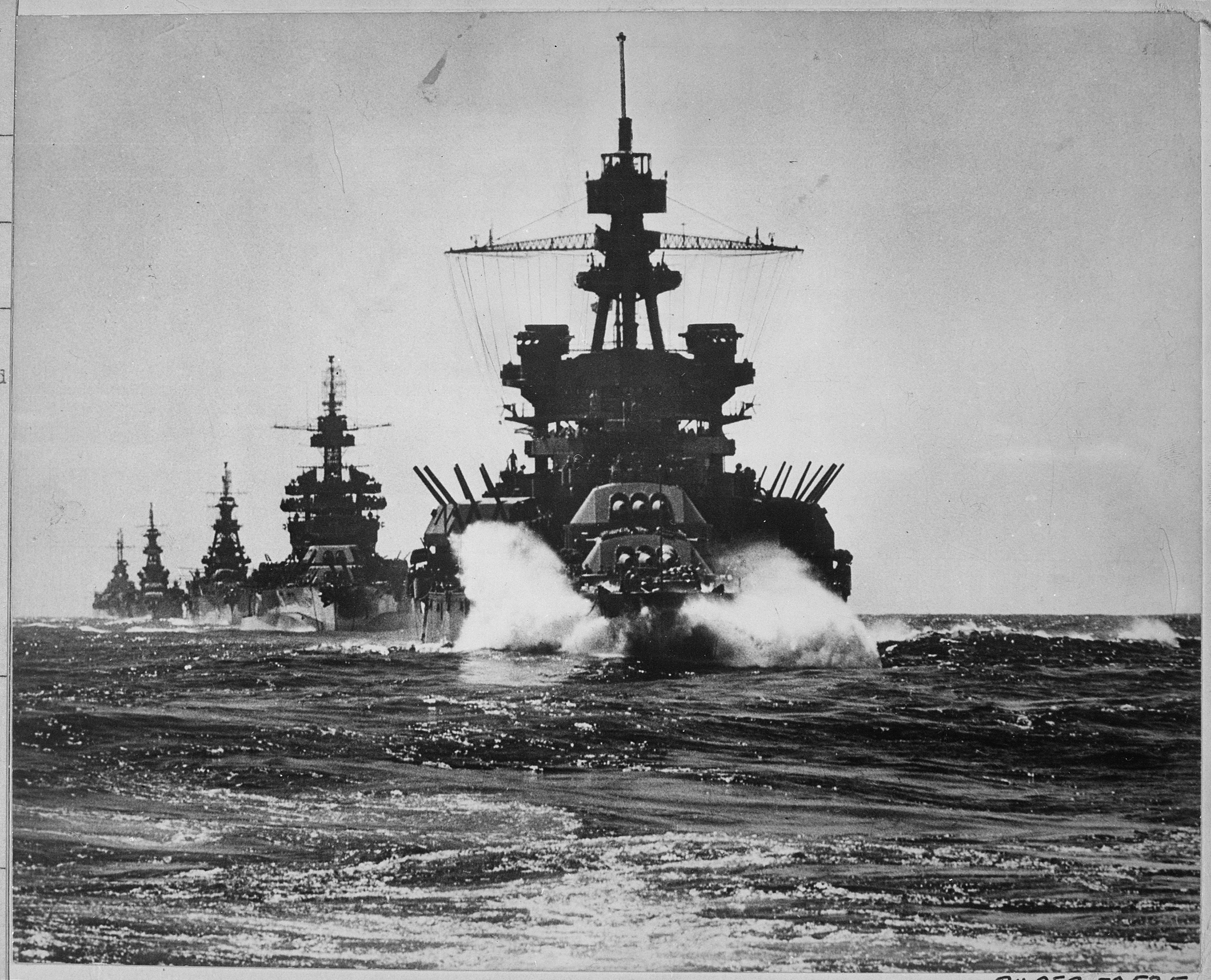
Le cuirassé menant le cuirassés et les croiseurs, et dans le golfe de Lingayen au début de janvier 1945.

Courant décembre; le contre-amiral Oldendorf est promu vice-amiral et reçoit le commandement de la Battleship Squadron 1, 1re Escadre de Cuirassés, c'est-à-dire des cuirassés anciens de la Flotte du Pacifique, tandis que le contre-amiral Chandler lui succède comme commandant de la 4e Division de Croiseurs. Début janvier 1945, toujours à la tête du TG 77. 2, avec les cuirassés USS West Virginia, Mississippi, California, Pennsylvania, Colorado et New Mexico, il prend part à la reconquête de la grande île de Luçon et en particulier au débarquement dans le golfe de Lingayen, sous les attaques-suicides des kamikaze. Le 6 janvier, à bord du cuirassé USS New Mexico, avec l'amiral Bruce Fraser qui vient d'être nommé commandant de la Flotte Britannique du Pacifique, pour développer la coopération entre les forces navales américaines et britanniques dans le Pacifique, il échappe à une attaque-suicide dévastatrice qui a provoqué des pertes considérables sur la passerelle du cuirassé,. Il est blessé accidentellement, le 11 mars, lorsque la barge à bord de laquelle il se trouve, heurte une bouée au mouillage d'Ulithi. Il retrouve, le 1er juin, son commandement qui inclut dès lors la 2de Escadre de Cuirassés, après que le vice-amiral Lee a quitté le théâtre d'opérations du Pacifique. Il est blessé et a plusieurs côtes brisées, ce qui lui vaudra l'attribution de la médaille du Purple Heart, lorsque l'USS Pennsylvania est torpillé, en baie de Nakagusuku (en) (Buckner bay) à Okinawa, le 12 août 1945. Le 22 septembre, il reçoit la reddition des forces navales japonaises à Wakayama.

### Après-guerre
À partir de novembre 1945 le vice -amiral Oldendorf a commandé le 11e District naval, dont le Q.G. était à San Diego. En 1946 il a reçu le commandement de la Base navale de San Diego. De 1947 jusqu'à sa retraite en 1948 il a commandé la Frontière maritime de l'ouest et la flotte de réserve de l'U.S. Navy à San Francisco. En juin 1948, il a reçu l'Army Distinguished Service Medal pour son action pendant la reconquête de Luçon. Il a pris sa retraite en septembre 1948 avec le grade d'amiral.
Jesse Oldendorf est mort le 27 avril 1974 à Portsmouth (Virginie) et a été enterré au cimetière national d'Arlington.
Le destroyer USS Oldendorf, neuvième unité de la classe Spruance, lancé en 1975, a été en service de 1978 à 2003.

## Principales décorations
|                           | Navy Cross                                                                       |
| Gold star · Gold star     | Navy Distinguished Service Medal avec deux étoiles d'or pour 3 citations         |
|                           | Army Distinguished Service Medal                                                 |
| Gold star · Gold star     | Legion of Merit avec deux étoiles d'or                                           |
|                           | Purple Heart                                                                     |
|                           | Médaille du Service au Mexique                                                   |
| Bronze star               | Médaille interalliée (États-Unis) avec agrafe Transport                          |
| Bronze star               | American Defense Service Medal avec agrafe Flotte                                |
|                           | American Campaign Medal                                                          |
|                           | Médaille de la Campagne Europe-Afrique-Moyen Orient                              |
| Silver star · Silver star | Médaille de la Campagne Asie-Pacifique avec 2 étoiles d'argent pour 10 citations |
|                           | Médaille de la Victoire de la Seconde Guerre Mondiale                            |
|                           | Navy Occupation Service Medal                                                    |
|                           | Philippines - Médaille de la Libération des Philippines                          |
|                           | Philippines - Médaille de l'Indépendance des Philippines (en)                    |